# Campionato di calcio della Repubblica Socialista Sovietica d'Estonia 1969
Il Campionato di calcio della Repubblica Socialista Sovietica d'Estonia 1969 era la massima divisione del campionato estone ed era un campionato regionale sovietico. La vittoria finale andò al Dvigatel Tallinn che vinse il primo titolo della sua storia.

## Formula
Era formato da tredici squadre: ogni formazione si incontrava le altre in gironi di andata e ritorno, per un totale di 24 incontri. Erano previsti due punti per la vittoria e uno per il pareggio.

## Classifica finale
|    | Classifica finale         | G  | V  | N | P  | GF | GS | Dif | Pt |
| -- | ------------------------- | -- | -- | - | -- | -- | -- | --- | -- |
| 1  | Dvigatel Tallinn          | 24 | 16 | 6 | 2  | 51 | 18 | +33 | 38 |
| 2  | Norma Tallinn             | 24 | 17 | 3 | 4  | 49 | 24 | +25 | 37 |
| 3  | BLTSK                     | 24 | 15 | 6 | 3  | 72 | 22 | +50 | 36 |
| 4  | Dünamo Kopli              | 24 | 14 | 4 | 6  | 37 | 18 | +19 | 32 |
| 5  | Tempo Tallinn             | 24 | 10 | 7 | 7  | 31 | 26 | +5  | 27 |
| 6  | Start Tallinn             | 24 | 10 | 5 | 9  | 32 | 27 | +5  | 25 |
| 7  | Kreenholm Narva           | 24 | 11 | 2 | 11 | 34 | 36 | -2  | 24 |
| 8  | Tekstiil Tallinn          | 24 | 8  | 6 | 10 | 33 | 33 | +0  | 22 |
| 9  | Jõud Türi                 | 24 | 8  | 6 | 10 | 22 | 36 | -14 | 22 |
| 10 | Keemik Kohtla-Järve       | 24 | 5  | 3 | 16 | 19 | 45 | -26 | 13 |
| 11 | Kaevur Jõhvi Kohtla-Järve | 24 | 2  | 9 | 13 | 22 | 51 | -29 | 13 |
| 12 | Kalev Sillamäe            | 24 | 3  | 6 | 15 | 25 | 46 | -21 | 12 |
| 13 | Energeetik Narva          | 24 | 5  | 1 | 18 | 23 | 69 | -46 | 11 |

G = Partite giocate; V = Vittorie; N = Nulle/Pareggi; P = Perse; GF = Goal fatti; GS = Goal subiti; Dif = differenza reti; 